# Otto Schläpfer
Otto Schläpfer, švicarski hokejist, * 11. marec 1931, Švica, † 2015. 
Schläpfer je igral za kluba Lausanne HC in Zürich SC Lions, za švicarsko reprezentanco pa je nastopil na olimpijskih hokejskih turnirjih 1952 in 1956, kjer je z reprezentanco osvojil peto in deveto mesto, ter več svetovnih prvenstvih, na katerih je osvojil dve bronasti medalji.